# Surtsey

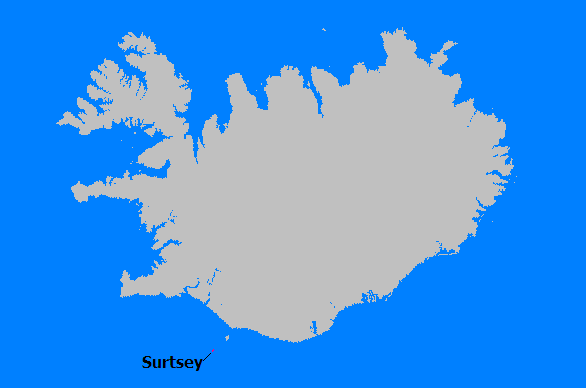
Pozice ostrova na mapě jižně od Islandu

'Surtsey (islandsky  sør̥tsɛi), je novodobý sopečný ostrov vzdálený přibližně 32 kilometrů jižně od Islandu. Vznikl vulkanickými erupcemi v roce 1963, které trvaly až do roku 1967. Od té doby získal legislativní ochranu a stal se předmětem soustavného výzkumu vědců z několika oborů (geologie, biologie, ornitologie atd.) jako přírodní laboratoř. Surtsey vznikl v podmořské sopečné oblasti Vestmannaeyjar. Spadá pod správní oblast Vestmannaeyjar.
Ostrov umožňuje sledovat rychlost, s jakou jsou živočišné a rostlinné druhy schopny osídlit nové prostředí, a také jejich schopnost překonávat vzdálenosti. Nově vzniklý ostrov je zanesen na nových námořních mapách. Během svého vzniku byl soustavně pozorován vulkanology, kteří tak měli jedinečnou možnost sledovat, jak vznikají ostrovy tohoto typu. Po skončení sopečné aktivity se stal Surtsey centrem pozornosti pro týmy botaniků a biologů, kteří zde mohou pro změnu studovat adaptaci organismů a jejich schopnost osidlovat nová prostředí. V roce 2008 byl ostrov Surtsey zařazen na Seznam světového dědictví UNESCO.
Ostrov pojmenovala v roce 1965 islandská vláda dle obra Surtra, jenž byl podle severské mytologie bohem ohně. Slovo vzniklo způsobem pro islandštinu běžným – obsahuje osobní jméno v přivlastňovacím tvaru – Surtsey = Surtův ostrov (ey znamená v islandštině ostrov) neboli ostrov ohňového obra.

## Vznik ostrova

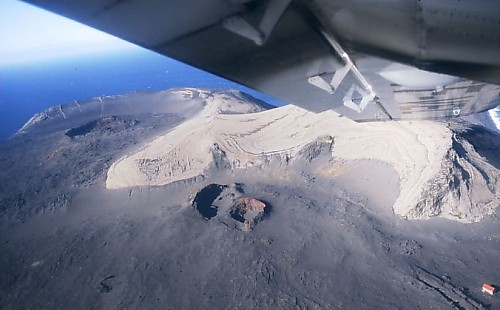
Letecký pohled na vnitřek kráteru

Krátce po rozednění, 14. listopadu 1963, zpozoroval kuchař na rybářské lodi Ísleifur II v moři nedaleko Islandu černý kouř stoupající z moře. Kapitán lodi chtěl jet na místo, ze kterého kouř vycházel, jelikož se domníval, že by se mohlo jednat o jinou loď v plamenech. Následná exploze černého oblaku dýmu a prachu ho však přesvědčila, že jde o sopečnou erupci.
Ačkoliv se jednalo o překvapivou erupci, její příchod naznačil týden před tím seismograf v 110 kilometrů vzdáleném Reykjavíku, neboť zaznamenal slabé otřesy v zemské kůře. Po vyhodnocení se ale nepodařilo přesně určit jejich epicentrum. Dva dny před erupcí podala výzkumná loď zprávu, že je moře v oblasti o něco teplejší, než by v daném ročním období mělo být. Teplota stoupla ze 7 °C na 9,4 °C. Ve vodě byl také zjištěn vyšší obsah kyseliny křemičité. V té době nahlásili obyvatelé přímořského města Vík í Mýrdal (ve vzdálenosti 80 km), že zaznamenali zápach sirovodíku.
O něco později se k nebi vznesl mrak, vysoký přibližně 4 kilometry, složený z úlomků, páry a sopečných plynů. Pozdějším průzkumem bylo zjištěno, že ostrov vznikl po sopečné erupci. Následná sopka se zrodila 130 metrů pod mořskou hladinou. Předpokládá se, že samotná erupce započala již několik dní před 14. listopadem. Skončila pak 5. června 1967, kdy ostrov dosahoval největší rozlohy 2,7 km2. Vlivem větrné a vodní eroze způsobované vlnami se ostrov neustále zmenšuje a podle měření z roku 2002 už je jeho velikost pouze 1,4 km2.
Na počátku vzniku ostrova se z mořského dna v hloubce 130 metrů pod hladinou valil proud kouře a úlomků. Ten byl však v této hloubce zřejmě tlumen vysokým tlakem vody. Když se ale vulkán dostal na povrch, nic už nebránilo tomu, aby se sloup popela a kouře dostal do atmosféry. Během prvních dní se objevily pozorovatelné projevy sopečné činnosti. V následujícím týdnu na nově vzniklém ostrově sopečná činnost pokračovala. Za několik dní byl ostrov (tvořený převážně pemzou) již 500 metrů dlouhý a 45 metrů vysoký. Pokračující výlevy lávy a popela zformovaly ostrov do kruhového tvaru. 24. listopadu již ostrov zaujímal 900×650 metrů. Ostrov tvořený převážně pemzou a škvárou nebyl schopen odolávat erozní činnosti vody, a tak se následně (převážně během zimních bouří, kdy mohou dosahovat vlny výšky až 20 metrů) rychle zmenšoval. Příval nového materiálu byl však větší než úbytek a síla eroze, a tak v únoru 1964 dosahoval Surtsey maximální velikosti 1 300 metrů v průměru.
Po vzniku ostrova se udála zajímavá příhoda z oblasti mezinárodního práva. Dne 6. prosince 1963 na ostrově přistála skupinka tří francouzských novinářů, vyslaných vydavatelem časopisu Paris Match. Na ostrově strávili téměř 15 minut, poté je však hlasité exploze přinutily odplout. Během svého pobytu „žertem“ vyhlásili vládu Francie nad tímto nově vzniklým pevninským územím.[zdroj?] Island však rychle reagoval[zdroj?] prohlášením, že ostrov patří pod jeho správu, protože vznikl v jeho výsostných vodách.

## Stálý ostrov

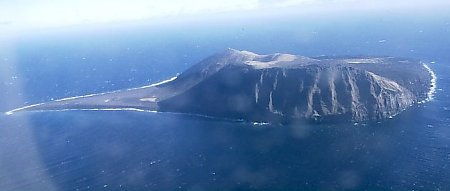
Letecký pohled na ostrov

Během erupce mrak unikajícího materiálu postupně pronikal do vyšších vrstev atmosféry, až se dostal do výšky okolo 10 kilometrů. Povrch ostrova byl pokryt dopadající pemzou a popelem, který byl rychle unášen pryč a nahrazován vytékající lávou, která se při kontaktu s vodou rychle ochlazovala a vytvářela oblaka páry. Na kontaktu lávy a vody se začala tvořit polštářová láva.
V roce 1964 se vlivem pokračujících explozí, vytékání a tuhnutí lávy vytvořil stálý ostrov. Explozivní sopečná činnost začala pozvolna utichat. Podoba ostrova byla proto dále ovlivňována hlavně výlevy lávy a lávovými proudy. Tato změna v sopečné činnosti způsobila, že se povrch ostrova přeměnil z nestabilní směsi (málo odolné erozi) na odolné kompaktní těleso, lépe odolávající eroznímu působení mořské vody. Erupce probíhaly v různé míře až do roku 1965, kdy ostrov dosáhl rozlohy 2,5 km2.
Dne 28. prosince 1963 byla zaznamenána podmořská sopečná aktivita 2,5 kilometru od Surtsey. Ta vytvořila na mořském dně 100 metrů vysoký hřeben. Tento hřeben byl pojmenován Surtla. Sopečná aktivita však na tomto místě utichla dříve, než mohl dosáhnout mořské hladiny. Stalo se tak 6. ledna 1964. V té době se Surtla nacházela přibližně 24 metrů pod mořskou hladinou. Následná eroze ji však zmenšila o dalších 23 m. V současné době se tento hřeben nachází 47 metrů pod mořskou hladinou.

## Ukončení erupcí

Geologická mapa ostrova

Počátkem roku 1965 sopečná aktivita na hlavním ostrově ustala, ale koncem května se ve vzdálenosti 0,6 kilometru severně od pobřeží ostrova Surtsey projevila nová erupce. 28. května se nad mořskou hladinou objevil nový ostrov, který dostal jméno Syrtlingur. Erupce zde pokračovaly až do začátku října 1965, kdy ostrov dosáhl 0,15 km2, ale byl rychle rozrušen vodní erozí. Zanikl již 24. října téhož roku.
Začátkem prosince se objevila další podmořská erupce 0,9 kilometru jihozápadním směrem od hlavního ostrova a po čase se zde zformoval další ostrov, který byl pojmenován Jólnir. V následujících devíti měsících vyrostl až 70 metrů nad mořskou hladinu a pokryl 0,3 km2. Podobně jako ostrov Syrtlingur se po sopečné události 8. srpna 1966 zčásti rozpadl a následně jej silná eroze zcela zničila.
19. srpna 1966 se na hlavní ostrov vrátily efusivní erupce. Erupcí vyvržené horniny byly odolnější proti erozi. Poslední erupce na ostrově proběhla 5. června roku 1967. Během třiapůlleté sopečné aktivity se podle odhadů dostalo na území ostrova 1 km3 lávy. Nejvyšší místo ostrova dosáhlo nadmořské výšky 171 metrů, celkově 290 metrů od oceánského dna.
Po ukončení přínosu nového materiálu erupcemi převzala rozhodující roli při formování ostrova eroze. Jelikož v oblasti Vestmannaeyjar vanou silné větry, dochází zde ke vzdouvání vysokých vln, které značně erodují pobřeží ostrova převážně na jihovýchodě, kde byly velké oblasti kompletně odneseny do moře. Oproti tomu v severní části ostrova vznikl písčitý výběžek zvaný Norðurtangi. Předpokládá se, že eroze již odstranila přes 0,024 km3 materiálu, což je přibližně čtvrtina veškeré hmoty, která se objevila nad hladinou moře. Z původní nadmořské výšky 171 metrů se ostrov k roku 2008 snížil na 154 metrů nad mořem. Západní část ostrova tvoří až 120 metrů vysoké útesy. Teoretické modely založené na rychlosti eroze mezi lety 1967 až 2002 napovídají, že za 160 let od roku 2002 zůstanou nad vodou jen velice odolné palagonitové tufy.
Přestože sopečný ostrov Surtsey je již přes 30 let neaktivní, rozhodně není zcela vyhaslý. V hloubce 2 m pod povrchem byla naměřena teplota 129 °C a místy až 153 °C.

## Osidlování ostrova
Již v roce 1965 byl ostrov a jeho okolí vyhlášen přírodní rezervací. V té době se na Surtsey ještě projevovala sopečná činnost. Ostrov se postupně dostal do popředí zájmů vědců, kteří mohli sledovat, jak organismy bez zásahu člověka osidlují nové území. Vědecké týmy vstupující na ostrov podstupují proces dekontaminace a vnášený materiál je sterilizován, aby nedošlo k „umělému“ zanesení mikroorganismů. Vzhledem k unikátnosti a relativně malým rozměrům místa zde smí pracovat jen malá část vědeckých pracovníků a týmů. Ostatní nemají povolení vstupu na ostrov. Totéž platí i pro případné zájemce z řad nadšenců, a tak jedinou šancí, jak ostrov spatřit, je vyhlídkový let nebo plavba na výletní lodi.

### Rostliny
Život se na ostrově objevil krátce po jeho vzniku. Prvními nalezenými živými organismy byly mechy objevené v roce 1967 a lišejníky objevené v roce 1970. Semena vyšších rostlin se prostřednictvím ptačího trusu dostala na ostrov už v roce 1964. V průběhu dalších let rostliny postupně osídlily většinu ostrova. Během prvních dvaceti let bylo objeveno přes 20 různých druhů rostlin, ale pouze deseti z nich se podařilo udržet až do současnosti. Hlavním důvodem byl především substrát nevhodný pro jejich růst. Osídlení rostlinami je závislé na vzniku vrstvy půdy.
Zvrat v rozvoji života na ostrově přineslo hnízdění ptáků, jejichž trus začal obohacovat substrát chemickými látkami. To následně urychlilo kolonizaci ostrova rostlinami z řad vyšších rostlin. V roce 1998 byla objevena první dřevina, a to vrba Salix phylicifolia, která je schopna vyrůst až do výšky 4 metrů. V současnosti je na ostrově evidován výskyt 69 druhů rostlin, z čehož 30 zde dlouhodobě přežívá. Každoročně přibývá dva až pět nových druhů. Je zajímavostí, že některé rostliny se na ostrově vyskytly i vinou lidí z nedalekých ostrovů, kteří zřejmě na Surtsey vykonali svou potřebu, a uvolnili tak do půdy semena ze své potravy. Takto se na Surtsey dostali jedinci rajčat.
Ekologové předpokládají, že vývoj ekosystému ostrova spěje ke klimaxu lesa. Vyplývá to z dlouhodobých měření teploty a vlhkosti.

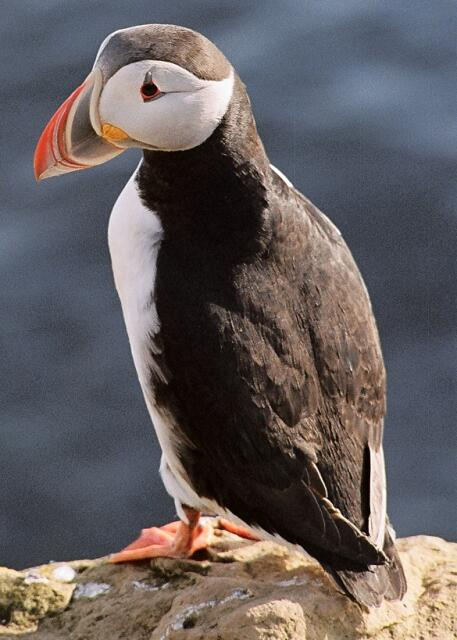
Papuchalk bělobradý

### Ptáci
Expanze ptáků následovala téměř okamžitě po vzniku ostrova a pomohla urychlit přenos rostlin z Islandu a okolních osídlených ostrovů na území Surtsey. Ptáci využívají rostlinné zbytky jako materiál pro stavbu hnízd. Nové rostliny se na ostrov zanášejí v podobě semen prostřednictvím ptačího trusu. První hnízdiště bylo objeveno již 3 roky po ukončení erupcí. Prvními z ptáků, kteří zde zahnízdili, byli buřňáci a alkouni. V současnosti pravidelně hnízdí na ostrově 12 ptačích druhů.
Kolonie racků se objevila až v roce 1986 (šlo o racky žlutonohé). Jejich výskyt byl ale na ostrově pozorován již dříve, pouhý týden po jeho vzniku. Pobyt racků byl důležitým faktorem pro rozvoj rostlin a jejich rychlejší rozšíření. Ptáci totiž přenášejí materiál na hnízdění na velké vzdálenosti po ostrově. Toto šíření materiálu po celém ostrově umožňuje plošné osídlení rostlinami. Během expedice v roce 2004 bylo objeveno první hnízdo papuchalka bělobradého.
Ostrov se také poměrně brzo stal zastávkou pro hejna ptáků migrující mezi Islandem a Britskými ostrovy. Mezi pozorované druhy patří například labuť zpěvná, některé druhy hus a havranů. Předpokládá se, že se ostrov stane důležitou zastávkou pro migrující ptactvo, až se jeho vegetace rozroste a bude schopna poskytovat více potravy.

### Mořský život
Brzy po zformování ostrova se v okolí objevili ploutvonožci a záhy se zde začali vyhřívat na slunci, a to převážně na severní části ostrova, kde eroze vytvořila pláž. První zahnízdění tuleňů bylo pozorováno v roce 1983, kdy se zde usadila skupinka 70 jedinců. Vyskytují se zde také tuleni kuželozubí. Přítomnost tuleňů do oblasti přivádí i jejich predátory v podobě kosatky dravé, která je často pozorována v okolních vodách.
Okolo ostrova se pod vodní hladinou vytvořil fungující podmořský ekosystém, podobný ekosystému islandských břehů. Nachází se zde přes 100 druhů řas, které umožňují život společenstvím ryb, krabů a dalším živočichům.

### Ostatní formy života
Mezi první živočichy, kteří začali osidlovat ostrov, patří létající hmyz, který zde byl pozorován již v roce 1964, krátce po vzniku ostrova. Přilétá sem z okolních ostrovů nebo je přinášen větrem, a to i z daleké pevninské Evropy. Další vlna kolonizátorů se na Surtsey dostala spolu s plovoucím dřevem a kmeny, které se zachytily na pláži v severní části ostrova. V roce 1974 byl odebrán vzorek trsu z blíže neurčené trávy, ve kterém vědci napočítali 663 bezobratlých, hlavně roztočů a chvostoskoků.
Kolonizace ostrova hmyzem měla význam zejména vytvořením potravního řetězce pro některé druhy ptáků. Ti sem tak mohli přesídlit natrvalo. V rámci tohoto řetězce se ptáci živí hmyzem, umírají, rozkládají se působením mikroorganismy a stávají se součástí substrátu, z něhož rostou rostliny. Příroda tak postupně navozuje koloběh látek, jak je tomu v normálním nenarušeném ekosystému.
V současnost se zde vyskytují i vyšší bezobratlí (např. pavouci, brouci). V roce 1993 byla v zemi objevena první žížala, v roce 1998 pak první slimák. Tato zvířata byla pravděpodobně zanesena ptáky z nedalekého ostrova Heimaey.

## Lidé a ostrov
Známky lidské činnosti na ostrově jsou minimální, nachází se zde pouze menší chata, která slouží jako vědecké stanoviště a současně jako místo, kde se mohou schovat případní trosečníci. Dále je zde jedno místo upraveno jako přistávací plocha pro helikoptéru a nachází se zde i maják, který byl vystavěn v roce 1977 a měl být v létě 2007 odstraněn. Jelikož se ostrov nachází mimo lidské osídlení, je izolován od okolí a přístup na něj je kontrolován, možnosti poškození zdejšího prostředí lidmi jsou jen velmi malé.
Surtsey nebyl nikdy trvale obydlen lidmi. V chráněné zóně okolo ostrova byl ovšem během let 1967 až 2006 několikrát prováděn výlov ryb, i přes zákaz, který kolem ostrova panuje. Vyjma rybolovu je zakázáno i potápění, aby nedocházelo k rušení živočichů žijících kolem ostrova a na něm. Zakázáno je zanášet na ostrov nové druhy, zanechávat odpad či přivážet nové minerály a půdu.

## Budoucnost ostrova

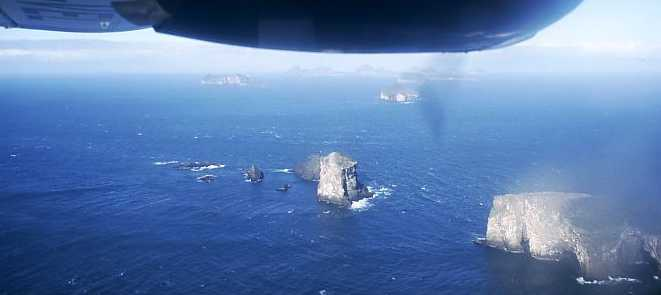
Pohled na ostrovy v okolí a na vliv eroze

Po skončení erupcí vědci kolem ostrova zavedli souřadnicový systém, který jim pomáhal lépe určovat a měřit změny rozlohy a pobřeží. Během dvaceti let od skončení erupcí měření dokázala, že se ostrov pomalu propadá a že ztratil již metr výšky. Rychlost poklesu byla vypočtena na 20 centimetrů za rok, ale v 90. letech 20. století se rychlost propadu zmenšila na 1 až 2 centimetry za rok. Předpokládá se, že se na změně rychlosti podílí více faktorů (sesedání pemzy, stlačení mořských sedimentů a klesající litosféra vlivem vyprázdnění magmatického krbu).
Ostrov tak každoročně ztrácí přibližně 10 000 čtverečních metrů povrchu, ale předpokládá se, že v budoucnu dojde ke zmenšení rychlosti eroze, jelikož vítr a mořské vlny v současnosti odnášejí pouze snadno odplavitelný materiál. Na ostrově tak zbývá utuhlá a odolná láva, která nepodléhá erozi tak snadno. Kromě toho se působením chemických procesů přeměňuje sopečný materiál na odolnější tufy.
Přesto se odhaduje, že ostrov za několik století zcela podlehne erozi a zanikne stejně jako malé ostrovy, které vznikly v jeho okolí již dříve.
Islandská vláda vyslovila přání, aby byl Surtsey zapsán na seznam světového dědictví UNESCO, což se v roce 2008 stalo. Turisté mají možnost okolo ostrova přeletět letadlem anebo proplout na lodi. V Reykjavíku je pak možné zhlédnout o jeho vzniku film.